# Paulo Heitlinger
Paulo Heitlinger (Lisboa), é typeface designer, pedagogo e físico. Doutourou-se em Física Nuclear pela Universidade de Karlsruhe, na Alemanha, mas acabou migrando para o jornalismo e a fotografia. Heitlinger exerceu a maior parte da sua atividade profissional na Alemanha e atualmente é professor da Universidade do Algarve, em Portugal. Entre os seus trabalhos mais representativos figuram uma das primeiras cidades virtuais europeias - Koeln Digital, e vários portais temáticos nos setores da cultura e do comércio eletrônico[nota 1]. Autor de uma obra de referência mundial na área da tipografia, é também o editor de uma série gratuita de cadernos tipográficos.

## Publicações
Paulo Heitlinger tem 14 trabalhos publicados, dentre as quais:
- Tipografia: origens, formas e uso das letras (2006).[6]
- Alfabetos (2010) [7]
- Pandemia de Gripe (2009) [8]
- O Guia Prático da XML (2001) [9]

## Cadernos de Tipografia
A publicação dos Cadernos de Tipografia, trouxe gratuitamente para os estudiosos e profissionais do mundo lusófono e hispânico, uma pesquisa sem precedentes, composta por milhares de páginas[nota 2] em seus volumes. Os cursos de graduação e pós-graduação, nas áreas de comunicação e design, que necessitam de publicações recentes, indicam Heitlinger como bibliografia básica e, ou, complementar.[nota 3]
- Caderno 1: Heitlinger afirma que na América Latina existe um movimento que contraria o globalismo no Design. A tipografia popular ainda é responsável por parte da propaganda nas cidades. O autor cita: "É a comunicação de massa, feita pela massa, para a massa".[c 1] Existem fontes criadas que foram baseadas na xilogravura e na literatura de cordel, sendo posteriormente digitalizadas e finalizadas em softwares vetoriais[nota 4].

- Caderno 2: Trata do conflito social na tipografia, que desde a criação da prensa encontrou a objeção dos copistas, que viram seu trabalho ser substituído pela coisa do demônio. A pesquisa inicia no período de Gutenberg e se estende até o advento da globalização. Na área pedagógica analisa quais são as fontes para adequadas para o ensino infantil.[c 2]

- Caderno 3: Aborda o Evangelho de Mongúcia, um preciosíssimo manuscrito datado por volta de 1250. Além disso o volume enfoca os aspectos visuais das pichações que podem ser encontradas na cidade de São Paulo.[c 3]

- Caderno 4: Traz a Escrita do Sudoeste, um dos primeiros alfabetos da Península Ibérica, bem como a importante tipografia da Bauhaus.[c 4]

- Caderno 5: Discorre sobre o modo que os romanos escreviam: as romanas sem serifas, a Cursiva romana, a pixelização de letras romanas, letras romanas de metal, a taquigrafia romana, as inscrições em argila, as romanas digitalizadas e as capitulares.[c 5]

- Caderno 14: Compila dados históricos sobre o ensino da caligrafia em Portugal e outros países que a influenciaram, e descreve a fonte digital "Escolar Portugal"[c 6]

### Cadernos de Tipografia
1. ↑  Caderno 1 (03-2007), tipografia vernacular brasileira
2. ↑  Caderno 2 (07-2007)
3. ↑  Caderno 3 (09-2007)
4. ↑  Caderno 4 (11-2007)
5. ↑  Caderno 5 (12-2007)
6. ↑  Paulo Heitlinger (Março de 2009). «Escolar: uma fonte contemporânea para aprender a escrever e ler.» (PDF). Cadernos de Tipografia e Design (14). 84 páginas. Consultado em 1 de julho de 2024